# Bouillon vára

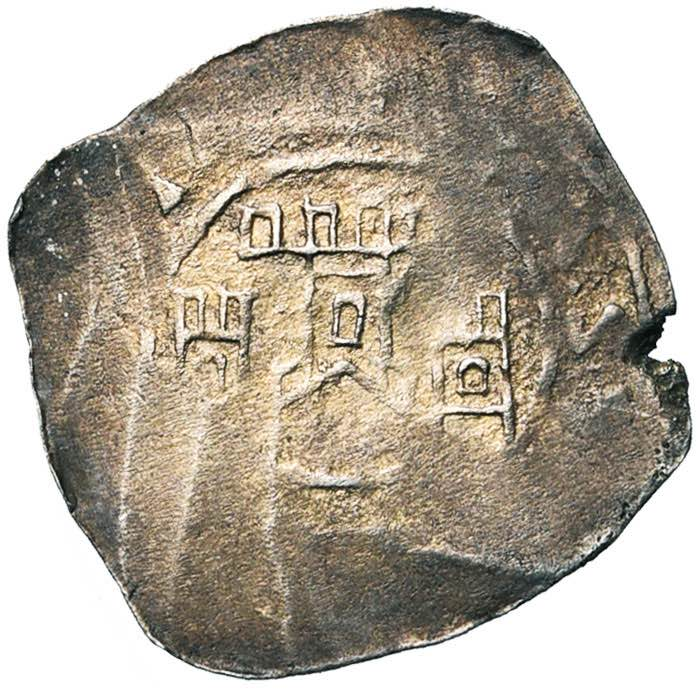
Az első bouilloni vár ábrázolása III. Gottfried alsó-lotaringiai herceg pénzérméjén

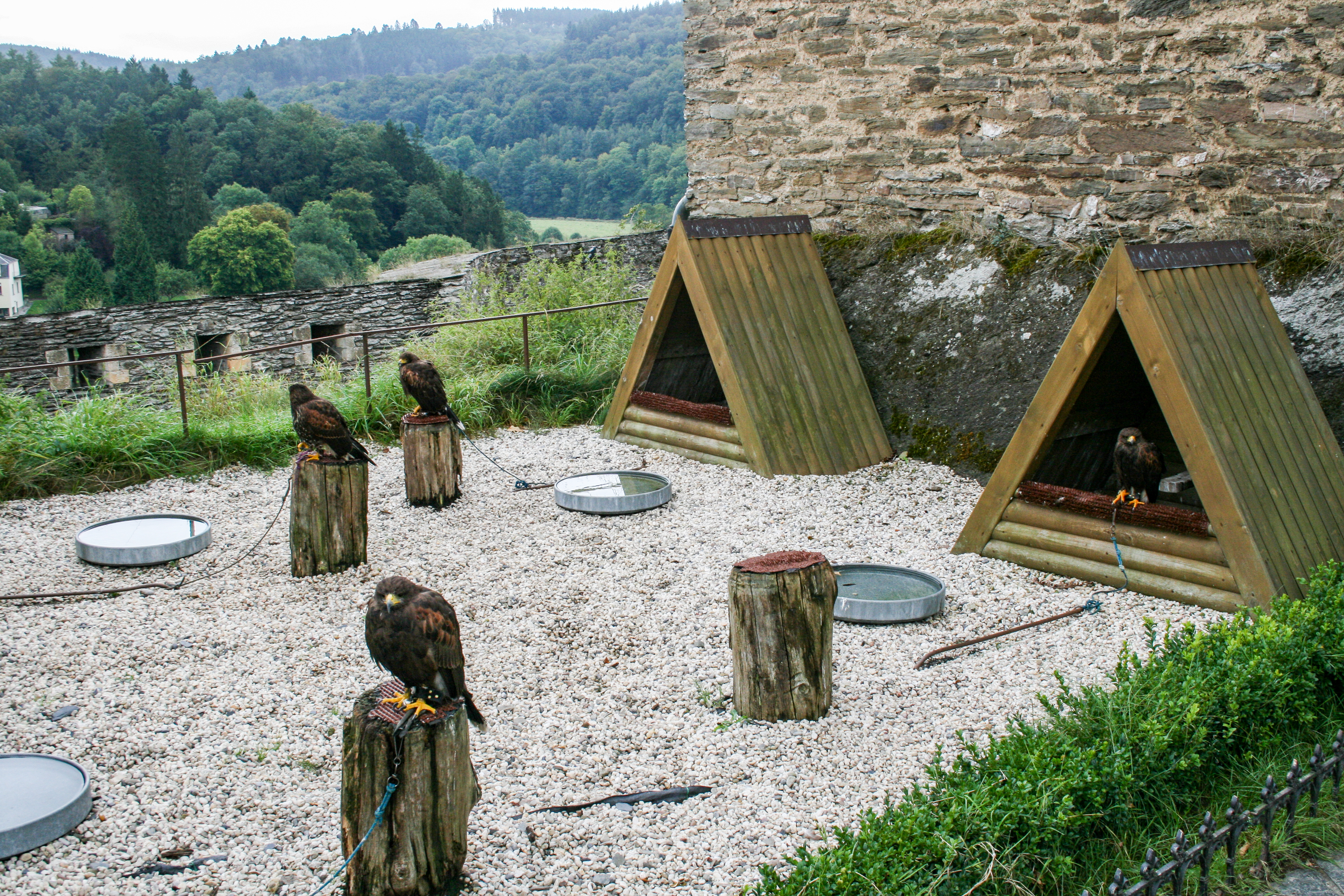
A vár udvarán a 2000-es években időnként solymászati bemutatókat tartottak

Bouillon vára Belgium Vallónia régiójában, Luxembourg tartományban, a francia határ mellett található, Bouillon település fő látványossága. A Semois folyó feletti sziklás gerincen emelkedő, a modern város képét is uraló középkori vár leghíresebb korai tulajdonosa Godefroy de Bouillon volt, aki nagybátyjától, IV. Gottfried alsó-lotaringiai hercegtől örökölte. Eladta, hogy finanszírozza az első keresztes hadjáratra való indulását a Szentföldre. A Beerseli kastély, a Château de Corroy-le-Château, a Château de Horst, a Gent központjában álló Gravensteen vára, Lavaux-Sainte-Anne várkastélya és Château de Vêves várkastélya mellett Belgium legszebb középkori várai közé tartozik.

## Földrajz
A település Belgium déli részén, a francia határtól nem messze található, a Semois folyó egyik kanyarulatában, az Ardennek területén. Az egykori üledékes kőzetek itt 90°-kal elfordultak. A függőleges kiemelkedő lemezek mintegy 280 méter hosszú és 40 méternél nem szélesebb  sziklagerincben végződnek, erre épült a vár. A sziklagerincet két helyen is szakadék szakítja meg, ezek felett híd köti össze a vár különböző részeit.

## Története
A hegyen már a La Tène-kultúra idején megtelepedtek a kelták, amiről kerámiamaradványok tanúskodnak.
Az egyik alacsonyabb kis platón, a jelenlegi vártól 340 méterre épült az első középkori erődítmény, egy motte. A 9 méter átmérőjű és 3,5 méter magas mesterséges kőhalmot a sziklába vájt 5–6 méter széles árok veszi körül, és egy 40 méter átmérőjű, a szakadékra támaszkodó félkörben külső sánc is övezi. A halmon egykor fából készült hatszögletű lakótorony állt. A torony belső átmérője 5 méter körül volt és valószínűleg négy szintes építmény volt a kor szokásai szerint: a várúr lakhelye az első emelet lehetett.
A fatorony alapja kőből készült; kimutathatók a 75–90 cm-es falak alapja. Az Ardenne-Verdun család birtokában lévő kis várat a 11. századi források számos helyen említik. II. Gottfried hainaut-i gróf 988-ban itt találkozott fivérével, Adalbéronnal. Itt lakott I. Gozelon alsó-lotaringiai herceg, majd fia, III. Gottfried alsó-lotaringiai herceg. (E korban a főurak és uralkodók egyaránt váltogatták lakóhelyüket különböző birtokaik között; amikor az egyik helyen felélték a készleteket, egy másik birtokközpontjukba költöztek.) III. (Szakállas) Gottfried pénzérmét is veretett, ezen is kivehető a torony rajza.
A motte története 1141-ben ért véget, amikor Albéron II de Chiny-Namur, Liège püspöke és I. Henrik namuri gróf megostromolták és felégették a várat, amit I. Renaud, Bar grófja tartott jogtalanul a birtokában 1134 óta.
A második bouilloni várat Bouillon Gottfried, vagy közvetlen elődje építtette. 1077–78-ban már sikertelen ostromot folytatott ellen III. Albert namuri gróf. Ez a vár lényegében egy öregtorony lehetett, amit új kaszárnyák építése érdekében bontottak le  1824-ben, amikor a vár Hollandiához tartozott (e kaszárnyákat 1893-bontották el).
Bouillon Gottfried az első keresztes hadjáratra készülve 1096-ban eladta a várat, a visszavásárlás jogát fenntartva, Otbert liège-i püspöknek. Gottfried azonban 1100-ban Jeruzsálemben meghalt, és a vár a liège-i herceg-püspökök, majd Bouilloni Hercegség tulajdonába került egészen a 16. századig, amikor Franciaország része lett. A vár 17. századi állapotát jól mutatja az a makett, amit XIV. Lajos francia király készíttetett 1689-ben. Ennek vizsgálata alapján megállapítható, hogy az öregtorony (donjon) uralta az egész várat, alapjának hosszúsága 26, szélessége 13 méter volt. Alsó szintjén pince, efelett fegyverterem, efelett a főemelet volt a Szent János-kápolnával. A Szent János-kápolna megbízható írott forrásban is megjelenik 1139-ben. Építészetileg a torony mintája a londoni Tower lehetett, ezért 1090 előtt nem készülhetett. A helyén ma a vár díszudvara van.
A mintegy 200 katonát foglalkoztató erődítmény a középkorban szinte bevehetetlennek számított. Az ostromok, a kiéheztetés ellen is felkészültek: a várnak saját kútja volt, az élelmiszerkészleteket is a mély pincékben tárolták. A vár ma is álló részei azonban nem régebbiek a 16. század derekánál.
1430-ban a liège-i püspök a vár kormányzójává nevezte ki III. Évrard de La Marck grófot. Ettől kezdve a de La Marck család kisajátította, örökletessé tette ezt a pozíciót, sőt a 16. század elején a Bouillon hercege címet is használta, amiben II. Henrik francia király 1552-ben meg is erősítette őket. Csak 1559-ben tudta visszaszerezni a hercegi címet a püspök a cateau-cambrésis-i béke keretében.
1551-ben Ausztriai György, Liège püspöke nagy munkálatokat indított el a várban. Felépítették a róla elnevezett ágyútornyot a vár bejáratánál, és több más jelentős fejlesztést hajtottak végre Alessandro Pasqualini bolognai hadmérnök vezetésével.
1591-ben Henry de la Tour D'Auvergne feleségül vette Charlotte de la Marckot és megszerezte a Bouillon hercege címet. 1676-ban XIV. Lajos francia király elhódította a várat a a liège-i püspöktől, majd megerősítette a Tour D'Auvergne család hercegi címét, de jogot formált magának csapatok állomásoztatására a várban.
A hódítás után néhány héttel Vauban meglátogatta a várat, és megállapította, hogy az kitűnő természeti adottsági révén, jól kiépítve, 200 katonával hosszú időre könnyen fedezheti Sedant egy támadás esetén. Megkezdte a vár jelentős átépítését, fejlesztését, amit aztán utódai is folytattak. Történetében először a folyó mentén a város köré is falat építettek kilenc toronnyal. Bouillon vára Franciaország Pré Carré nevű északi védelmi vonalának a része lett.
1794-ben a francia forradalom nyomán a Bouilloni Hercegség lakói is kikiáltották a köztársaságot és 1795-ben csatlakoztak a Francia Köztársasághoz.
Napóleon bukása után, 1815-ben a vár Hollandia kezére került. A holland hadsereg lebontotta az öregtornyot, kaszárnyákat épített, modernizálta a vár védelmi berendezéseit;  a helyőrség most a franciák elleni védelmi vonal része lett. 1830-ban, Belgium megalakuláskor Bouillon az új állam része lett. A belga hadsereg a holland építkezések ellenére elavult várat börtönné alakította át, majd 1853-ban a hadsereg végleg elhagyta az erődítményt, fegyverzetét leszerelték. Az 1870-es sedani csata után a porosz hadsereg kórházként használta a vár egyes részeit. Később a vár fokozatosan a turisták terepe lett.
A vár egyes termeiben múzeumi jellegű kiállítások láthatók a vár történetéről. 
1947-ben a váron kívül, de bejáratának közelében műemlék épületekben kialakították a helyi múzeumot.
A népszerű, tömegesen látogatott várban a 21. században solymászati bemutatóhelyt alakítottak ki értékes vadmadarakkal. Rendszeresen tartanak itt rendezvényeket. Számos különböző vezetést tartanak a turisták számára, népszerű az éjszakai fáklyás túra.

### Galéria

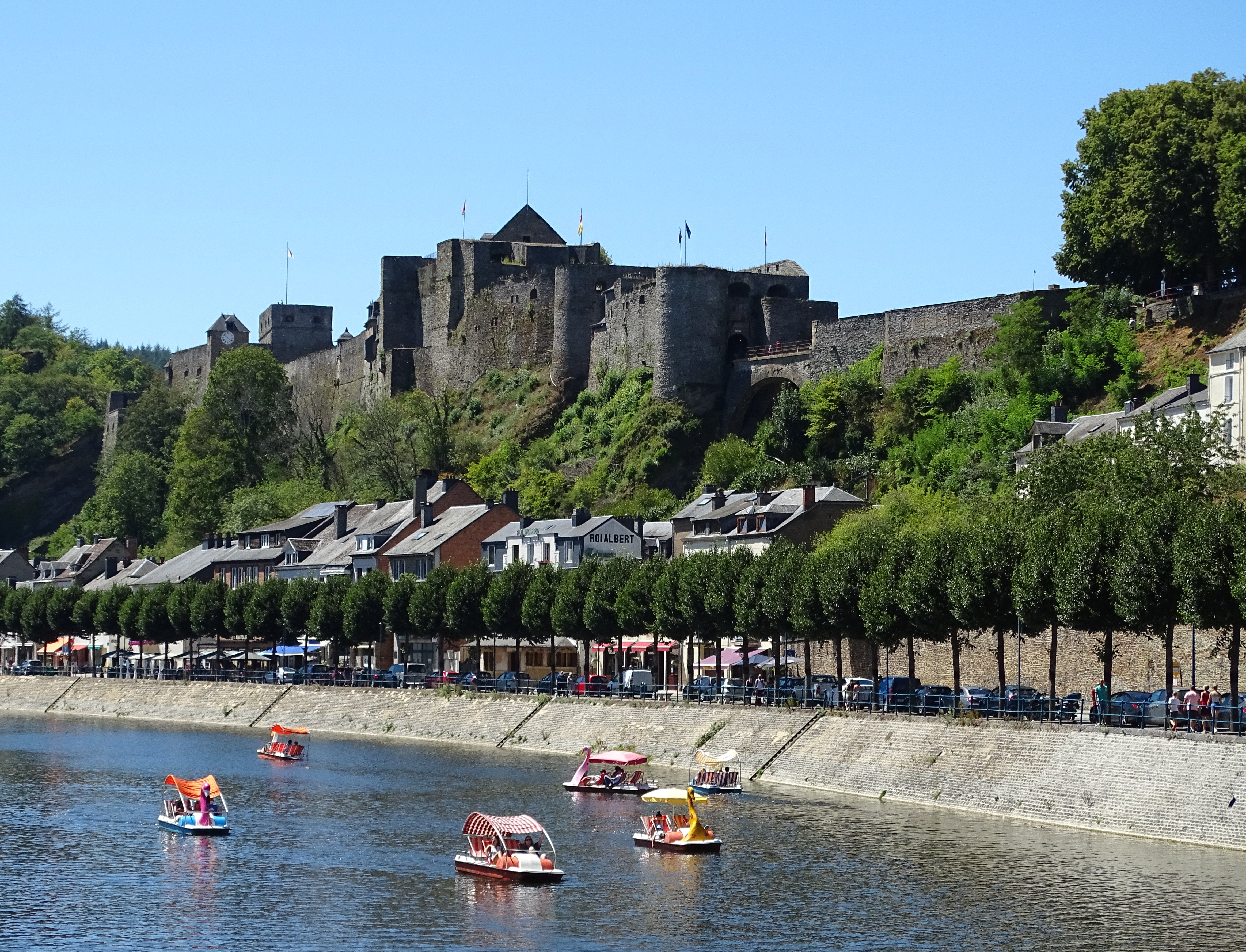
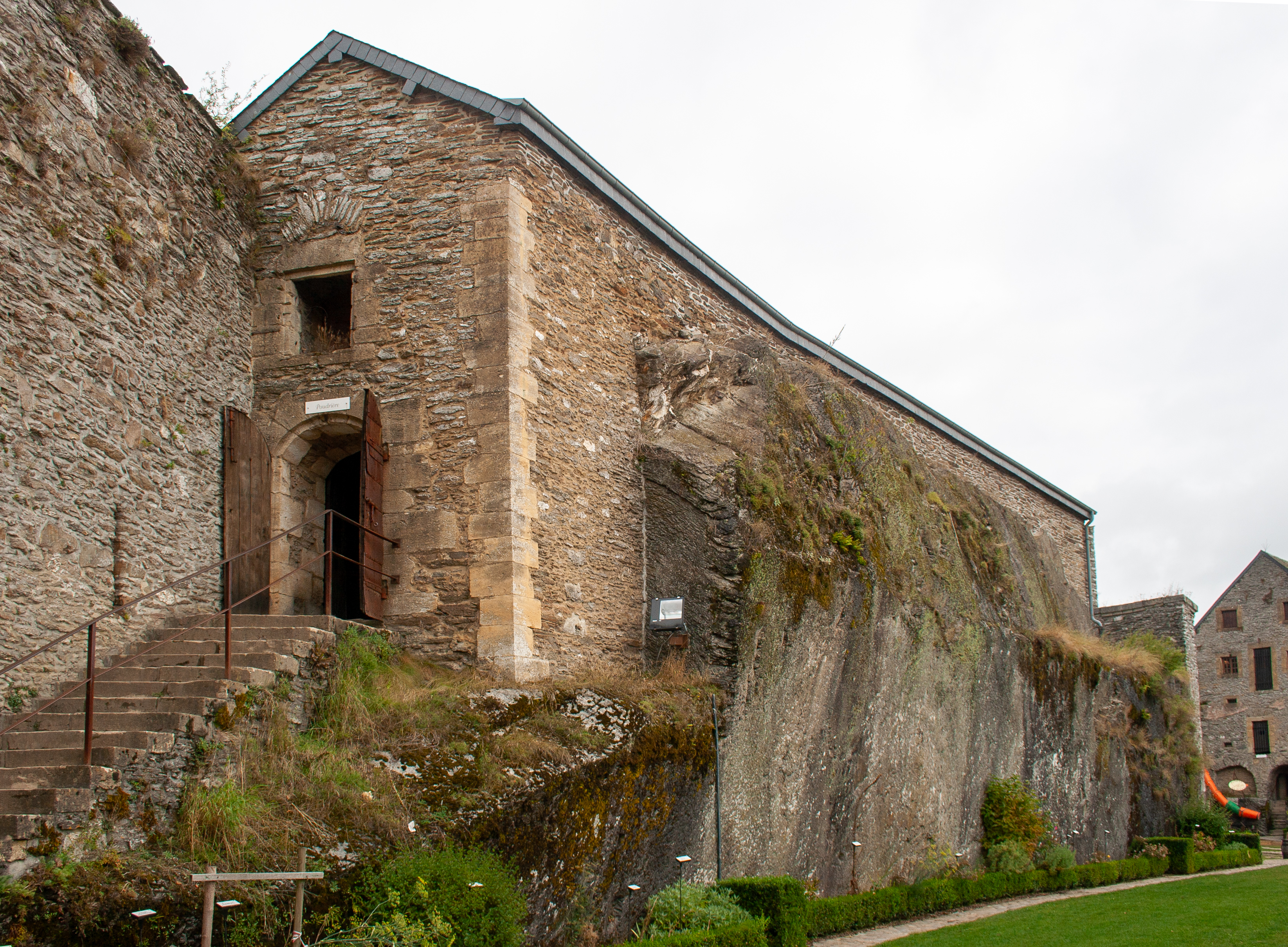
A lőportár két függőleges álló kőzetlemez közötti résbe épült a robbanásveszély miatt
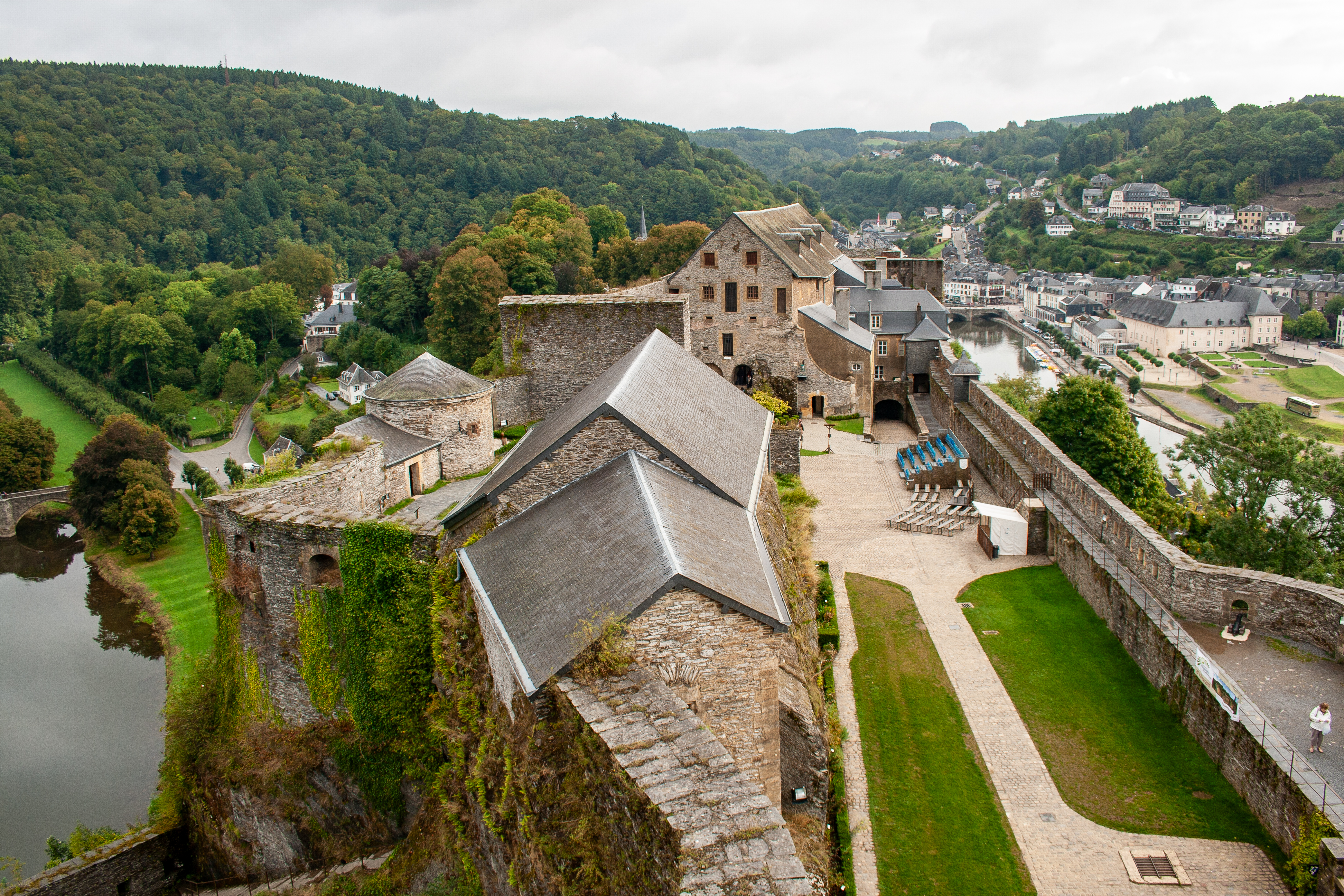
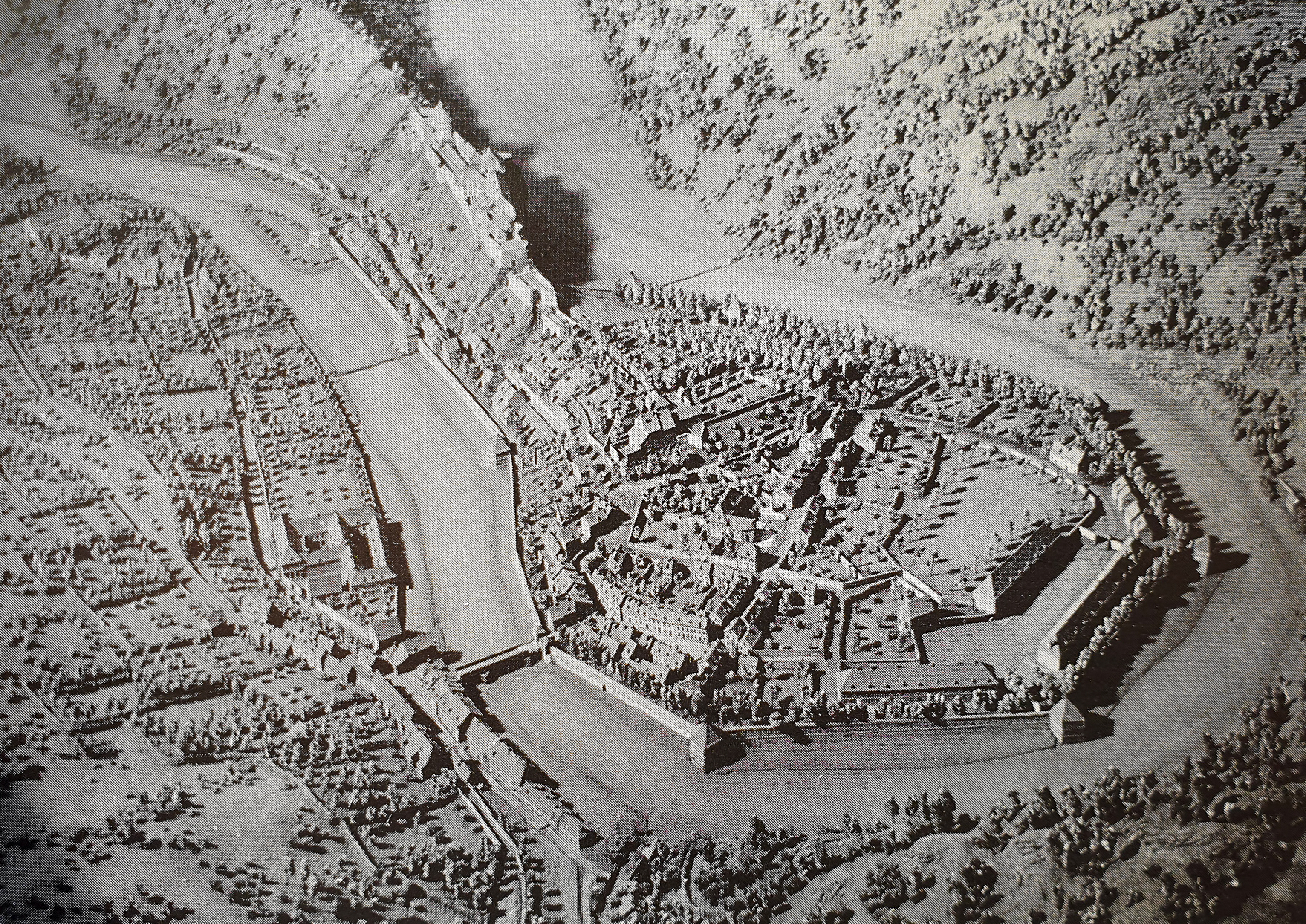
A város és a vár 1689-ben készült makettje

## Fordítás
- Ez a szócikk részben vagy egészben  a   Château de Bouillon című francia Wikipédia-szócikk ezen változatának fordításán alapul.  Az eredeti cikk szerkesztőit annak laptörténete sorolja fel. Ez a jelzés csupán a megfogalmazás eredetét és a szerzői jogokat jelzi, nem szolgál a cikkben szereplő információk forrásmegjelöléseként.

## Kapcsolódó szócikk
- Musée Ducal Bouillon